# Grado (famiglia)
I fratelli Grado sono stati dei componenti di Cosa Nostra che hanno ottenuto una posizione chiave nel traffico di sostanze stupefacenti e nel riciclaggio di denaro tra gli anni ottanta e novanta in Italia e Spagna.

## I fratelli Grado
Erano cinque fratelli palermitani, Vincenzo, Salvatore, Gaetano, Giacomo e Antonino, affiliati alla famiglia di Santa Maria di Gesù capeggiata da Stefano Bontate, cugini di Salvatore Contorno (detto Totuccio), e con quest'ultimo iniziarono a fine degli anni '70 ad importare morfina base a Milano (dove vivevano ed operavano) proveniente dalla Turchia attraverso il criminale siriano Salah Al Din Wakkas (esponente della mafia turca che iniziò a collaborare con la magistratura italiana), per poi raffinarla nei laboratori siciliani e rivenderla come eroina sempre a Milano e in altre grandi città del Nord Italia, dove veniva piazzata da due loro uomini, i milanesi Rodolfo Azzoli e Gennaro Totta, i quali controllavano lo spaccio nella zona di Quarto Oggiaro. Quando iniziò la guerra con i Corleonesi il maggiore dei fratelli, Antonino, venne strangolato e sciolto nell'acido da Giuseppe Lucchese insieme a Francesco Mafara (mafioso di Brancaccio) perché rifiutò di consegnare il cugino Contorno. Fu allora che i Grado fuggirono prima a Besano (Varese) nella villa del loro prestanome milanese Rodolfo Azzoli, e poi attraverso quest'ultimo iniziarono ad investire a Benidorm, in Spagna, acquistando alberghi, appartamenti e altri immobili, dando via all'infiltrazione di Cosa Nostra nella penisola iberica. Dalla Spagna i Grado puntavano a creare un fronte anticorleonesi insieme agli altri "scappati" della guerra di mafia, contando anche sull'amicizia con Gaetano Badalamenti, il boss di Cinisi, che incontrò più volte i Grado e fu arrestato a Madrid. A seguito della fuga dei Grado in Spagna, il controllo del mercato milanese dell'eroina passò interamente in mano alle "famiglie" Ciulla, Carollo e Fidanzati, tutte legate ai Corleonesi.
Nei primi anni '80 i fratelli Grado risultarono implicati in una maxi inchiesta su un gigantesco traffico di droga e armi, condotta a Trento dal sostituto procuratore Carlo Palermo, il quale scoprì che i destinatari finali dell'eroina acquistata dalla mafia turca erano proprio i Grado, che dominavano le piazze di spaccio milanesi. L'indagine del giudice Palermo si incrociò con quella condotta a Palermo dai giudici del pool antimafia: nel 1984, dopo le rivelazioni del pentito Buscetta e del loro cugino Contorno ma anche dei loro ex associati Totta e Azzoli (entrambi divenuti collaboratori di giustizia), tutti i fratelli furono raggiunti da un mandato di cattura per associazione mafiosa e traffico di droga e condannati a 9 anni di reclusione nel maxi-processo di Palermo. 

### Gaetano Grado
Gaetano Grado detto "Tanino" (Palermo, 8 marzo 1943) è un criminale italiano ed, in seguito, collaboratore di giustizia, affiliato alla Famiglia di Santa Maria di Gesù a partire dalla fine degli anni sessanta. È il terzo dei fratelli Grado.
Gaetano fece parte del gruppo di killer che il 10 dicembre 1969 assassinò il boss Michele Cavataio, compiendo la famosa strage di Viale Lazio.
A seguito dell'uccisione del fratello Antonino nel 1981, Gaetano Grado fuggì in Spagna insieme agli altri fratelli ma si spostò numerose volte su Palermo, dove organizzò diversi omicidi contro gli alleati dei nemici corleonesi, in particolare nei confronti di Michele Graviano (padre dei fratelli Giuseppe, Filippo e Benedetto), Salvatore Zarcone e il fallito attentato contro Pino Greco detto "Scarpuzzedda". Nel 1989 Grado fece ritorno definitivamente a Palermo, stabilendosi in un villino a San Nicola l'Arena affittato a nome della sua amante Santina Di Maria, da dove continuò lo sterminio dei Corleonesi nella zona tra Casteldaccia e Bagheria. Nel maggio dello stesso anno, gli uomini del questore Arnaldo La Barbera irruppero nel villino ed arrestarono Grado insieme all'amante e al cugino Salvatore Contorno, che vennero trovati in possesso di numerosi fucili, pistole, divise da carabiniere e ricetrasmittenti; ai poliziotti che lo arrestavano, Grado disse: "Fatemi solo un favore, non portatemi all' Ucciardone perché là mi ammazzano come un cane rabbioso". Due mesi dopo vennero infatti assassinati per vendetta il fratello dell'amante di Grado, Simone Di Maria, e diversi altri cugini di Contorno. L'arresto destò numerose polemiche poiché all'epoca Contorno avrebbe dovuto trovarsi negli Stati Uniti sotto il programma di protezione riservato ai collaboratori di giustizia e una serie di lettere anonime (le cosiddette lettere del "Corvo") insinuarono che il suo ritorno in Sicilia sarebbe stato pilotato dai giudici del pool antimafia e dai vertici della Polizia di Stato per scovare ed uccidere gli avversari corleonesi.
A seguito di tale vicenda, Grado finì in carcere e venne condannato a dieci anni di reclusione ma ottenne il differimento della pena per motivi di salute. Nel 1995 venne ucciso suo figlio Marcello insieme all'amico Luigi Vullo da un gruppo di fuoco di Brancaccio capitanato da Gaspare Spatuzza su ordine di Leoluca Bagarella poiché si era diffusa la voce (rivelatasi infondata) che Grado volesse uccidere i figli di Totò Riina; venne anche rapito, strangolato e sciolto nell'acido il giovane Giammatteo Sole, "colpevole" soltanto di essere il fratello della fidanzata di Marcello Grado e quindi ritenuto partecipe al presunto complotto.
Nel 1999 Grado scelse di collaborare con il pm Michele Prestipino e rese importanti dichiarazioni su una serie di omicidi avvenuti dagli anni '70 in poi, sulla scomparsa del giornalista Mauro De Mauro, sulla strage di viale Lazio, sul furto della Natività di Caravaggio, sui rapporti di Marcello Dell'Utri con la mafia e sugli investimenti di denaro sporco nelle società Fininvest.